# De Vossemeren
De Vossemeren is een bungalowpark dat eigendom is van Center Parcs Europe (voorheen Sporthuis Centrum). Het is gelegen in de Belgische stad Lommel, in de provincie Limburg.

## Geschiedenis
De Vossemeren werd geopend in 1987 en is daarmee het tweede park van Center Parcs in België, na Erperheide dat geopend werd in 1981. Het park en de bungalows zijn gebouwd volgens de stijl van architect Jaap Bakema. De naam van het park, "De Vossemeren", was eigenlijk bedoeld voor een Sporthuis Centrum park dat het bedrijf in 1985 in Oldebroek had willen bouwen, maar waarvan de bouw gestaakt is omdat het park naast een militair schietterrein bleek te liggen.
Begin jaren 90 wordt de Discovery Bay, een indoor speelwereld met piratenthema, geopend.
Bij de 25e verjaardag van De Vossemeren in 2012, werd het park gerenoveerd. De bungalows werden opgeknapt en de Aqua Mundo werd uitgebreid met een nieuwe glijbaan (De Monkey Splash).
In 2019 werd aangekondigd dat er 32 miljoen euro in het park geïnvesteerd zou worden. De cottages, hotelkamers en de Aqua Mundo zouden hierbij onder handen genomen worden.

## Faciliteiten
Het park heeft 650 bungalows die plaats bieden aan 3459 personen. Ook beschikt het park over een hotel met 60 kamers. Er kunnen ook evenementen plaatsvinden, zoals de Bandits-fandagen, die sinds 2012 in november georganiseerd worden.
In 2012 had de Vossemeren een personeelsbestand van 1.024 personen.
Bij de opening in 1987 waren de centrale faciliteiten ongekend populair, dit was het eerste park dat bij de opening al een overdekte Market Dome kreeg. Derksen besloot daarom om de faciliteiten te kopiëren op andere nieuw te bouwen parken. De centrale faciliteiten van Les Bois-Francs (FR), Elveden Forest (UK) en Bispinger Heide (DE) waren bij de bouw vrijwel identiek aan die van de Vossemeren. 

## Fotogalerij

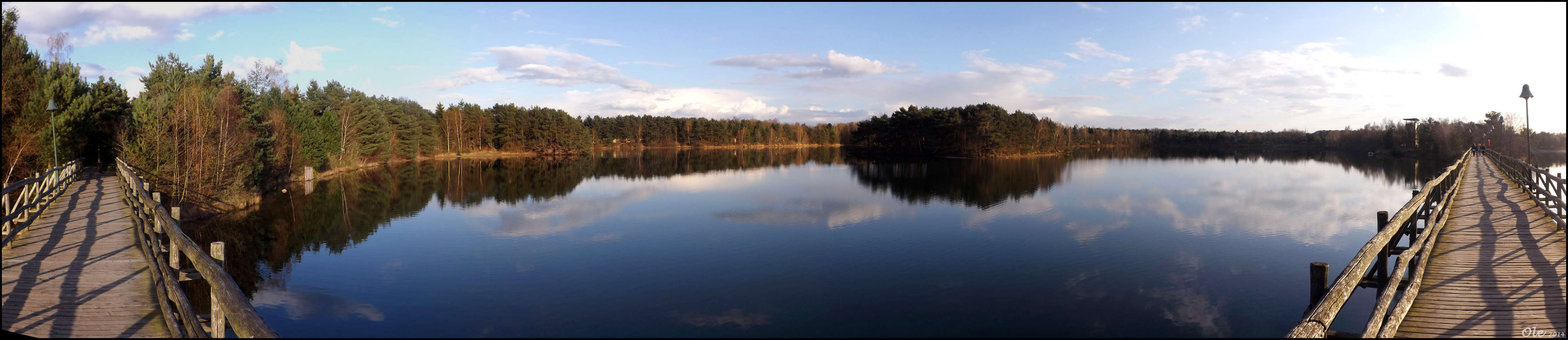
Panoramafoto van het meer

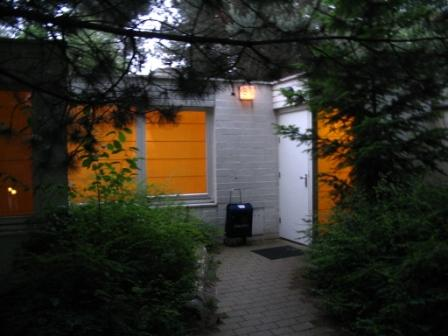
Cottage op de Vossemeren
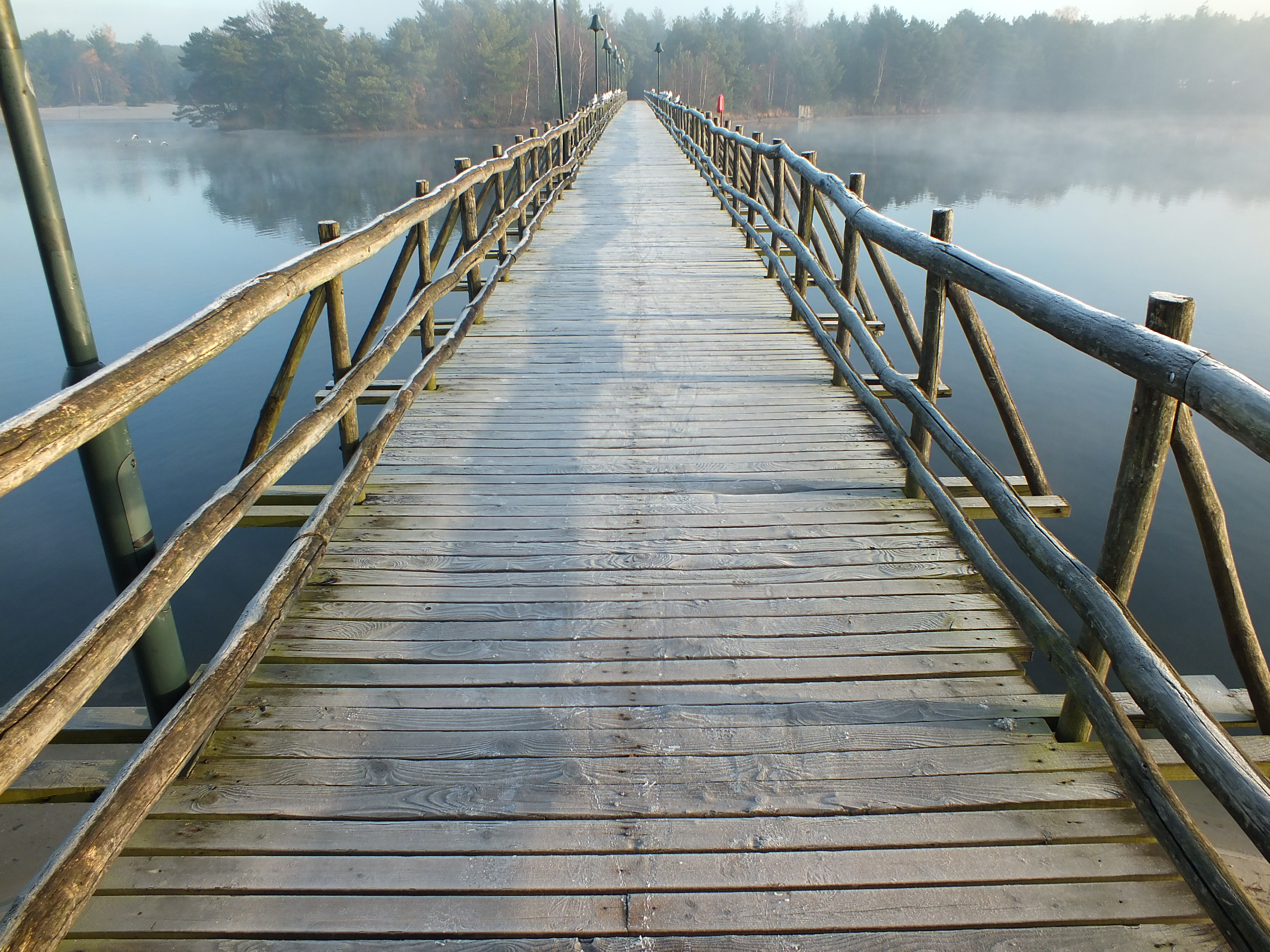
De brug over het meer
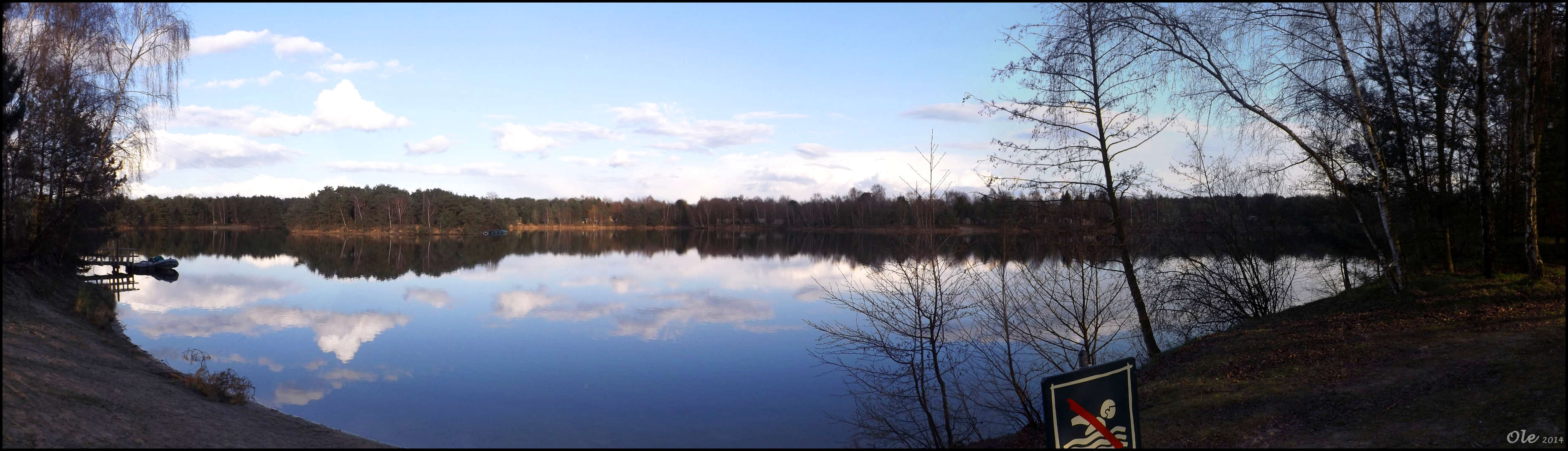
Het meer